# Усятське
Уся́тське (рос. Усятское) — село у складі Бійського району Алтайського краю, Росія. Адміністративний центр Усятської сільської ради.

## Населення
Населення — 1100 осіб (2010; 1215 у 2002).
Національний склад (станом на 2002 рік):
- росіяни — 95 %